# Dieter Gurkasch
Dieter Gurkasch (* 1961 in Hamburg) ist ein deutscher Yogalehrer mit krimineller Vergangenheit. Er verfasste 2013 die Autobiografie Leben Reloaded: Wie ich durch Yoga im Knast die Freiheit entdeckte.

## Leben
Dieter Gurkasch wuchs in Hamburg auf. Mit 23 Jahren lebte er drogensüchtig auf den Straßen von Hamburg und war polizeibekannt. Zusammen mit einem Freund beging er mehrere Raubüberfälle. Im April 1985 raubten die beiden ein Hamburger Geschäft mit einer Schreckschusspistole aus. Als die 55-jährige Angestellte sich zur Wehr setzte, verletzte Gurkasch sie im Drogenrausch so schwer, dass diese drei Wochen später starb. Er und sein Freund flohen mit 320 Mark. Für den Raubmord wurde er zu 13 Jahren Haft verurteilt. Wieder auf freiem Fuß beging er neue Überfälle, bis er bei einem Feuergefecht mit der Polizei verletzt wurde. Er wurde anschließend zu weiteren zwölf Jahren Haft verurteilt, die er in der Justizvollzugsanstalt Fuhlsbüttel („Santa Fu“) absaß.
Im Gefängnis fand er zum Yoga und gründete im Jahr 2006 mit einem evangelischen Pastor die erste Yogagruppe in einem deutschen Gefängnis. Bis zu seiner Entlassung 2011 unterrichtete er mehr als 250 Häftlinge. Nach seiner Entlassung schrieb er das Buch Leben Reloaded: Wie ich durch Yoga im Knast die Freiheit entdeckte über seine Wandlung vom Gewalttäter und Mörder zu einem Yogi. Außerdem gründete er den gemeinnützigen Verein Yoga und Meditation im Gefängnis (YuMiG), der ein Yoga-Therapie-Angebot für Gefängnisinsassen bereitstellt. Über Gurkaschs Leben wurde unter anderem in der Zeit und der Welt berichtet. 2015 war er Stargast auf dem Yoga Dance Festival in Österreich.
Im September 2022 stand Dieter Gurkasch für die TV-Sendung: Jenke.Crime2 auf Pro 7 als Protagonist zur Verfügung, und hier berichtet er ausführlich über seine kriminelle Vergangenheit und seinen Sinneswandel nach dem Beinahe-Tod.

## Werke
- Leben Reloaded: Wie ich durch Yoga im Knast die Freiheit entdeckte. Kailash Verlag, München 2013, ISBN 978-3-424-63084-8.